# 贝拉通
贝拉通，是西班牙卡斯蒂利亚-莱昂索里亚省的一个市镇。总面积41平方公里，总人口32人（2001年），人口密度1人/平方公里。